# Enrico d'Orléans (esploratore)
Enrico Filippo Maria d'Orléans (Ham, 16 ottobre 1867 – Saigon, 9 agosto 1901) è stato un nobile ed esploratore francese.

## Biografia
Figlio maggiore di Roberto d'Orléans, duca di Chartres, Enrico nacque ad Ham nel 1867.
Nel 1889, dietro invito di suo padre che gli pagò le spese, iniziò un viaggio attraverso la Siberia con destinazione il Tonchino in compagnia di Gabriel Bonvalot (1853-1933). Nel corso dei loro viaggi attraversarono la catena montuosa del Tibet ed i risultati delle loro osservazioni, presentate alla Società Geografica di Parigi (e più tardi incorporate nel De Paris au Tonkin à travers le Tibet inconnu, pubblicato nel 1892), gli fecero guadagnare la medaglia d'oro di quella società.
Nel 1892 Enrico fece un breve viaggio di esplorazione in Africa orientale, visitando il Madagascar e procedendo successivamente verso il Tonchino. Da questo punto, stabilitosi nell'Assam, riuscì a scoprire il fiume Irrawaddy, un risultato che gli valse un'altra medaglia della Società Geografica di Parigi e la croce della Legion d'onore. Nel 1897 visitò l'Abissinia e le divergenze politiche derivanti da questo viaggio portarono ad un duello contro Vittorio Emanuele di Savoia-Aosta, conte di Torino, duello vinto da Vittorio Emanuele.
Morì a Saigon il 9 agosto 1901.

## Ascendenza
|                               |                          |                                            | Genitori                                     |  |  | Nonni |  |  | Bisnonni                 |  |  | Trisnonni                           |  |
|                               |                          |                                            |                                              |  |  |       |  |  | Luigi Filippo di Francia |  |  | Luigi Filippo II di Borbone-Orléans |  |
|                               |                          |                                            |                                              |  |  |       |  |  | Luigi Filippo di Francia |  |  | Luigi Filippo II di Borbone-Orléans |  |
|                               |                          | Luisa Maria Adelaide di Borbone-Penthièvre |                                              |  |  |       |  |  | Luigi Filippo di Francia |  |  |                                     |  |
| Ferdinando Filippo d'Orléans  |                          |                                            |                                              |  |  |       |  |  | Luigi Filippo di Francia |  |  |                                     |  |
|                               |                          | Maria Amalia delle Due Sicilie             | Ferdinando I delle Due Sicilie               |  |  |       |  |  |                          |  |  |                                     |  |
|                               |                          | Maria Amalia delle Due Sicilie             | Ferdinando I delle Due Sicilie               |  |  |       |  |  |                          |  |  |                                     |  |
|                               |                          | Maria Amalia delle Due Sicilie             | Maria Carolina d'Asburgo-Lorena              |  |  |       |  |  |                          |  |  |                                     |  |
| Roberto d'Orléans             |                          | Maria Amalia delle Due Sicilie             |                                              |  |  |       |  |  |                          |  |  |                                     |  |
|                               |                          | Federico Ludovico di Meclemburgo-Schwerin  | Federico Francesco I di Meclemburgo-Schwerin |  |  |       |  |  |                          |  |  |                                     |  |
|                               |                          | Federico Ludovico di Meclemburgo-Schwerin  | Federico Francesco I di Meclemburgo-Schwerin |  |  |       |  |  |                          |  |  |                                     |  |
|                               |                          | Federico Ludovico di Meclemburgo-Schwerin  | Luisa di Sassonia-Gotha-Altenburg            |  |  |       |  |  |                          |  |  |                                     |  |
| Elena di Meclemburgo-Schwerin |                          | Federico Ludovico di Meclemburgo-Schwerin  |                                              |  |  |       |  |  |                          |  |  |                                     |  |
|                               |                          | Carolina Luisa di Sassonia-Weimar-Eisenach | Carlo Augusto di Sassonia-Weimar-Eisenach    |  |  |       |  |  |                          |  |  |                                     |  |
|                               |                          | Carolina Luisa di Sassonia-Weimar-Eisenach | Carlo Augusto di Sassonia-Weimar-Eisenach    |  |  |       |  |  |                          |  |  |                                     |  |
|                               |                          | Carolina Luisa di Sassonia-Weimar-Eisenach | Luisa Augusta d'Assia-Darmstadt              |  |  |       |  |  |                          |  |  |                                     |  |
| Enrico d'Orléans              |                          | Carolina Luisa di Sassonia-Weimar-Eisenach |                                              |  |  |       |  |  |                          |  |  |                                     |  |
|                               | Luigi Filippo di Francia | Luigi Filippo II di Borbone-Orléans        |                                              |  |  |       |  |  |                          |  |  |                                     |  |
|                               | Luigi Filippo di Francia | Luigi Filippo II di Borbone-Orléans        |                                              |  |  |       |  |  |                          |  |  |                                     |  |
|                               | Luigi Filippo di Francia | Luisa Maria Adelaide di Borbone-Penthièvre |                                              |  |  |       |  |  |                          |  |  |                                     |  |
| Francesco d'Orléans           | Luigi Filippo di Francia |                                            |                                              |  |  |       |  |  |                          |  |  |                                     |  |
|                               |                          | Maria Amalia delle Due Sicilie             | Ferdinando I delle Due Sicilie               |  |  |       |  |  |                          |  |  |                                     |  |
|                               |                          | Maria Amalia delle Due Sicilie             | Ferdinando I delle Due Sicilie               |  |  |       |  |  |                          |  |  |                                     |  |
|                               |                          | Maria Amalia delle Due Sicilie             | Maria Carolina d'Asburgo-Lorena              |  |  |       |  |  |                          |  |  |                                     |  |
| Francesca Maria d'Orléans     |                          | Maria Amalia delle Due Sicilie             |                                              |  |  |       |  |  |                          |  |  |                                     |  |
|                               |                          | Pietro I del Brasile                       | Giovanni VI del Portogallo                   |  |  |       |  |  |                          |  |  |                                     |  |
|                               |                          | Pietro I del Brasile                       | Giovanni VI del Portogallo                   |  |  |       |  |  |                          |  |  |                                     |  |
|                               |                          | Pietro I del Brasile                       | Carlotta Gioacchina di Borbone-Spagna        |  |  |       |  |  |                          |  |  |                                     |  |
| Francesca del Brasile         |                          | Pietro I del Brasile                       |                                              |  |  |       |  |  |                          |  |  |                                     |  |
|                               |                          | Maria Leopoldina d'Asburgo-Lorena          | Francesco II d'Asburgo-Lorena                |  |  |       |  |  |                          |  |  |                                     |  |
|                               |                          | Maria Leopoldina d'Asburgo-Lorena          | Francesco II d'Asburgo-Lorena                |  |  |       |  |  |                          |  |  |                                     |  |
|                               |                          | Maria Leopoldina d'Asburgo-Lorena          | Maria Teresa di Borbone-Napoli               |  |  |       |  |  |                          |  |  |                                     |  |
|                               |                          | Maria Leopoldina d'Asburgo-Lorena          |                                              |  |  |       |  |  |                          |  |  |                                     |  |